# Episodi de Il commissario Lanz (quarta stagione)
La quarta stagione della serie televisiva Il commissario Lanz è stata trasmessa in prima visione in Svizzera su SRF 1 dal 2 settembre al 14 ottobre 2014 e in Germania su ZDF. 
In Italia, la serie è stata trasmessa su Rai 2 dal 2 agosto 2015 al 17 luglio 2016.
| n° | Titolo originale      | Titolo italiano        | Prima TV Svizzera | Prima TV Italia  |
| -- | --------------------- | ---------------------- | ----------------- | ---------------- |
| 1  | Hinterhalt            | L'inganno              | 2 settembre 2014  | 2 agosto 2015    |
| 2  | Vergeltung            | Castigo                | 9 settembre 2014  | 30 agosto 2015   |
| 3  | Tod eines Lehrers     | Morte di un insegnante | 16 settembre 2014 | 6 settembre 2015 |
| 4  | Zahltag               | La resa dei conti      | 23 settembre 2014 | 6 settembre 2015 |
| 5  | Landlust              | Omicidio nel bosco     | 30 settembre 2014 | 3 luglio 2016    |
| 6  | Das vierte Opfer      | La quarta vittima      | 7 ottobre 2014    | 10 luglio 2016   |
| 7  | Tödliche Seilschaften | Vendetta               | 14 ottobre 2014   | 17 luglio 2016   |

## L'inganno
- Titolo originale:
- Diretto da:
- Scritto da:

## Castigo
- Titolo originale:
- Diretto da:
- Scritto da:

## Morte di un insegnante
- Titolo originale:
- Diretto da:
- Scritto da:

## La resa dei conti
- Titolo originale:
- Diretto da:
- Scritto da:

## Omicidio nel bosco
- Titolo originale:
- Diretto da:
- Scritto da:

## La quarta vittima
- Titolo originale:
- Diretto da:
- Scritto da:

## Vendetta
- Titolo originale:
- Diretto da:
- Scritto da: